# Carl Ludvig von Hohenhausen
Carl Ludvig von Hohenhausen, född 2 oktober 1787 på Sveaborg, död 7 april 1866 i Stockholm, var en svensk militär (generalmajor) och ämbetsman.

## Biografi
von Hohenhausen var son till Carl Johan von Hohenhausen och bror till Michael Silvius von Hohenhausen. Han kabinettskammarherere, generalmajor och adjutant hos Karl XIV Johan. von Hohenhausen erhöll storkorset av Dannebrogsorden och blev 1853 kommendör av Svärdsorden med stort kors.
Hohenhausen var 1848–53 krigsminister och införlivade som sådan beväringen med de värvade stamtrupperna.
Han var gift med Helena Charlotta Henrietta, född Posse och var far till Herman von Hohenhausen.